# Municipio de Harris (condado de Stanly)
El municipio de Harris (en inglés: Harris Township) es un municipio ubicado en el  condado de Stanly en el estado estadounidense de Carolina del Norte. En el año 2010 tenía una población de 6.480 habitantes.

## Geografía
El municipio de Harris se encuentra ubicado en las coordenadas 35°26′59.51″N 80°11′8.2″O / 35.4498639, -80.185611.